# Orontès Ier
Pour les articles homonymes, voir Orontès.
Orontès ou Ervand Ier (en arménien Երվանդ Ա ; mort en 344 av. J.-C.) est un satrape d'Arménie avant 401 puis également de Mysie vers 382 av. J.-C.

## Origine et famille
Orontès est le fils d'un certain Artasyras ou Artasouras, satrape de Bactriane sous le règne du roi  Darius II.
Il fait partie des familiers d'Artaxerxès II qu'il a sans doute soutenu contre son frère Cyrus le Jeune. C'est à ce titre qu'il épouse Rhodogune (de), fille du Grand-Roi et de Stateira, une fille d'Hydarnès III, satrape d'Arménie, et de ce fait la nièce de Teritouchmès, lui aussi satrape d'Arménie, qui avait épousé Amestris, une sœur de ce même Artaxerxès II.
Hyrdanès et sa famille disparaissent en 410 av. J.-C. à la suite d'un complot tramé par la reine Parysatis, sœur-épouse de Darius II et mère d'Artaxerxès II, qui voulait venger sa fille Amestris, délaissée par Teritouchmès qui avait épousé sa propre sœur Roxane.

## Satrape
Selon Xénophon, dès 401 av. J.-C., Orontès contrôle l'Arménie où il disposait d'une résidence et d'un « paradis » comme satrape avec comme collègue Tiribaze, « hipparque » en Arménie occidentale.
En 387/386-383/381, ils participent ensemble à la campagne de Chypre contre Évagoras. C'est à cette époque que, chargé des forces terrestres, il accuse le satrape Tiribaze, commandant de la marine achéménide, d'avoir mené des négociations personnelles lors du siège de Salamine, et que le Grand-Roi, soutenant Tiribaze, exclut Orontès du « nombre de ses amis ». C'est sans doute après cet épisode qu'il est transféré en Mysie.
Orontès est ensuite impliqué dans la grande révoltes des satrapes d'Asie Mineure de 366-361 avec Mausole de Carie, Datamès de Cappadoce et Ariobarzanès, ancien satrape de Phrygie. Alors qu'il contrôlait certaines parties de l'Anatolie occidentale autour de Pergame, il semble qu'il se rebelle ouvertement contre l'Empire achéménide lorsqu'il mène un combat contre le satrape de Dascylion et frappe des monnaies à son nom en Ionie.
Orontès n'aurait ensuite pas hésité à trahir ses alliés pour rentrer en grâce auprès du nouveau Grand-Roi Artaxerxès III. Après avoir rassemblé de l'argent pour lever une armée de mercenaires et pris des contacts avec le Pharaon Tachôs, Orontès se saisit de ses mercenaires et les livre aux officiers d'Artaxerxès III afin d'obtenir son pardon. Orontès est alors chargé par le Grand-Roi d'une expédition en Égypte qui se termine par la reddition de Tachôs.
Orontès Ier meurt vers 344 av. J.-C.

## Postérité
Orontès Ier est le père d'Orontès II, satrape d'Arménie de 344 à 331 av. J.-C. et, selon Cyrille Toumanoff, le fondateur de la dynastie des Orontides qui règne sur l'Arménie, la Sophène et la Commagène.
Les rois de Commagène revendiquaient en effet une ascendance achéménide et prétendaient avoir Orontès et Darius Ier comme ancêtres du fait de l'union d'Orontès avec Rhodogune, fille d'Artaxerxès II. Selon Cyrille Toumanoff, Ptolémaios, le fondateur de ce royaume, était un petit-fils du roi orontide d'Arménie Arsamès vers 260-228 et un neveu de Xerxès.